# 匈牙利毛派分子案
匈牙利毛派分子案（直译：普尔派毛主义阴谋），是发生于1968年5月—6月的匈牙利政治案件。20世纪60年代中叶，匈牙利学生普尔·久尔吉在布达佩斯创建了一个毛主义同情者组织。该组织从左翼角度批评当时匈牙利的社会主义体制，并通过部分公开的宣传活动，试图推动该国社会主义制度的改革，以至推翻当时的匈牙利政府。组织的主要成员在1968年5月—6月进行的“毛派分子案”中被追究了法律责任。

## 组织历史
1964年，主修俄语和历史的大学生普尔·久尔吉与同样在厄特沃什·罗兰大学人文学系就读的本采·雄多劳尔相识，并组建了一个社群。他们在其中讨论政治、艺术、马克思主义，并一起听音乐。1965年，匈牙利青年共产主义联盟（KISZ）成立了越南团结委员会，但该委员会随即被毛主义者渗透。其旨在支持遭受美国干预的越南，组织了诸如“越南星期日”等活动，通过社会劳动购买所谓的团结邮票，还在1966年布达佩斯国际博览会的美国馆前散发反战传单，并在美国大使馆前举行抗议活动。当时匈牙利政府及KISZ都对北越的斗争表示支持，但主张的是“越南需要和平”；与之相对的，毛主义者们则喊出了“解放越南”“胜利属于越南南方民族解放阵线”等口号。:57
这些行动大多未经组织批准，因而KISZ于1966年12月解散了委员会，并以派别活动为由将其领导人开除出共青团。普尔·久尔吉与同样积极参与这些行动的豪劳斯蒂·米克洛什一同被大学开除，并被置于警方监控之下。
这些行动，包括未经批准的1967年5月1日反对希腊军事政变的示威活动，均由一个由10至12人组成的秘密小组领导。该组织在1967年11月发布的传单中自称为“匈牙利革命共产主义者小组”（GHRC）。他们制定了一份36条的“纲领性宣言”，其中第34条明确提出，其目标是“通过武力推翻修正主义的官僚资产阶级体制”，并在匈牙利实现一种中国模式的社会主义。
到1968年，GHRC整合成为了一个有着六十多名指导员、作为一系列武装反战斗争幕后组织者的中央小组。其中最激烈的一次冲突是普尔率领两百名匈牙利、非洲和中国学生参与的游行队伍，到布达佩斯的美国大使馆前游行示威。:52这次行动最终演变成向使馆内投掷燃烧瓶，点燃使馆员工的汽车，以及同阻止学生攻陷大使馆的匈牙利国家警察之间的冲突。:53

## 毛派分子案
由于散发传单并试图组织政治团体，国家安全部门于1967年秋季对该小组展开调查。普尔·久尔吉于1968年1月23日被拘留，本采·雄多劳尔则在1月27日被捕。此外，还有两人被羁押——经济大学学生西蒙·彼得和美术大学雕塑专业学生毛尔戈特·伊什特万。
在1968年5月至6月进行的“毛派分子审判”中，尽管这些人被控以严重罪名——“阴谋危害国家秩序”，但判决相对较轻。只有三名被告实际入狱：普尔·久尔吉被判两年半，本采·雄多劳尔两年，西蒙·彼得八个月。此后，刑期还被减至三分之一。其他被告——毛尔戈特·伊什特万、道洛什·久尔吉、雷瓦伊·加博尔（雷瓦伊·约瑟夫之子）、加蒂·蒂博尔和加什帕尔·尤迪特——被判数月监禁，但均被缓刑三年。
然而，附加处罚更令这些人痛苦：包括被大学开除、失去工作以及禁止发表作品。此外，内务部在随后几年中，常常无故传唤并威胁这些人。普尔·久尔吉在释放后，为躲避持续的骚扰，于1975年5月移居国外，失去了匈牙利国籍，直到1988年才获准重新回到匈牙利。
与被告团体关系密切的豪劳斯蒂·米克洛什，在审判中既未被列为被告，也未作为证人出庭。

## 影响
审判结束后，普尔派小组被迫解散，毛主义作为一种思潮在匈牙利再未产生明显影响。其中的部分成员继续在学生中进行宣传活动，其中大多数人于1968年夏秋季放弃了毛泽东思想。他们的新理论基础转向西方学生运动的无政府主义和切·格瓦拉的革命精神，而实践层面则集中于推动大学自治以及通过“综合学习”运动促进工人青年进入高等教育。
在文化领域，该运动的反威权特征被一些群体继承，如“游击队”乐队、“季风”乐队（Monszun），以及一些业余文化团体和戏剧表演圈，例如Orfeo和后来的K工作室（Studió K）。
1990年，在接受《滚石》杂志采访时，豪劳斯蒂·米克洛什回忆了他的行动主义及其幻灭：“我们是匈牙利最后的马克思主义者……当我们失去了信念，马克思主义在匈牙利便已灭亡了。”